# The American Tour with Ed Rudy
The American Tour with Ed Rudy (englisch Die amerikanische Tournee mit Ed Rudy) ist ein in den USA veröffentlichtes Interviewalbum der britischen Band The Beatles. Es erschien im Juni 1964. Das Album wurde von Radio Pulsebeat News No. 2 statt Capitol Records vertrieben.

## Entstehung

### Vorgeschichte

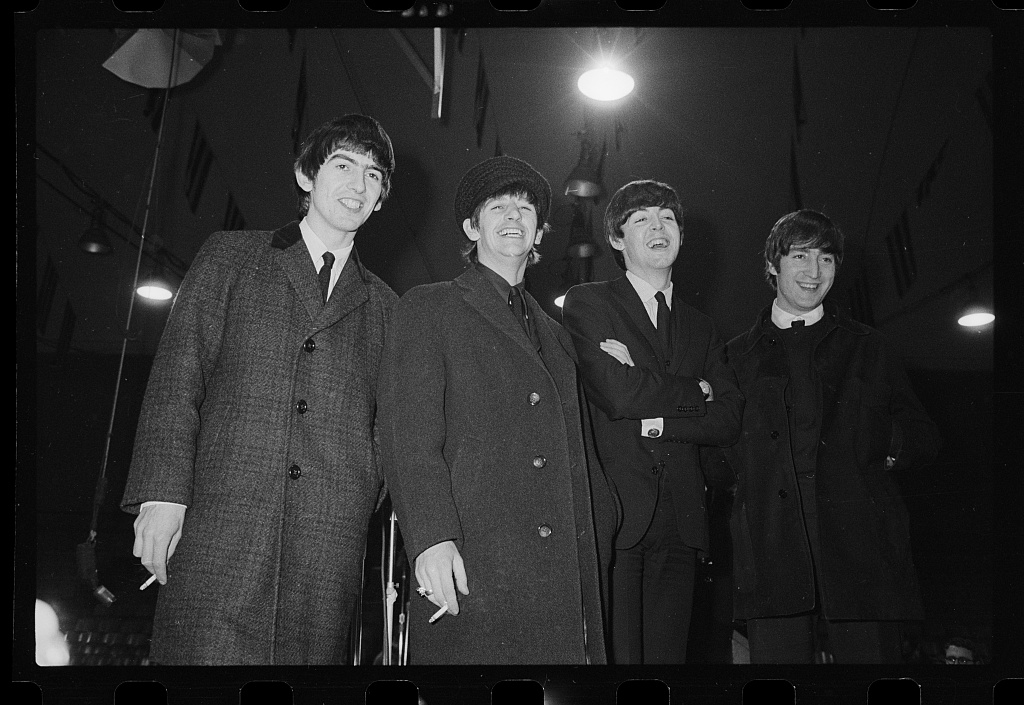
Die Beatles während einer Pressekonferenz auf dem John F. Kennedy International Airport am 7. Februar 1964

Am 26. Dezember 1963 erschien mit I Want to Hold Your Hand die erste Single der Beatles bei Capitol Records, sie stieg am 18. Januar 1964 auf Platz 45 in die Billboard Hot 100 ein. Zwei Wochen später führte I Want to Hold Your Hand die Charts an. Es war der kommerzielle Durchbruch für die Beatles in den USA. Das Album Meet the Beatles! erreichte die Nummer-Eins-Position am 15. Februar 1964 in den US-amerikanischen Billboard 200, wo es elf Wochen blieb. Bis Ende 1966 wurden in den USA mehr als fünf Millionen Exemplare verkauft.
Vom 7. bis zum 22. Februar 1964 begaben sich die Beatles auf eine Werbetour in die USA. Am 7. Februar 1964 landeten die Beatles in einem PanAm-Flugzeug auf dem New Yorker Flughafen, wo 5000 Fans und 200 Journalisten sie auf dem Rollfeld empfingen. Im Flughafengebäude fand eine große Pressekonferenz statt.
Am 9. Februar 1964 traten die Beatles mit fünf Liedern in der populären Ed Sullivan Show auf. 73,7 Millionen Zuschauer an den Fernsehgeräten verfolgten die Live-Sendung. Am 10. Februar 1964 gaben die Beatles im New Yorker Plaza Hotel eine Pressekonferenz. Am 11. Februar 1964 fuhren die Beatles mit dem Zug von New York nach Washington, dort erfolgte das erste Konzert der Beatles in den USA vor 8092 Fans im Washington Coliseum.
Am 12. Februar 1964 folgte das zweite Konzert in der New Yorker Carnegie Hall, gefolgt von einem weiteren Auftritt in der Ed Sullivan Show am 16. Februar, der im Deauville Hotel in Miami Beach stattfand. Die Beatles kehrten am 22. Februar 1964 nach London zurück.

### Geschichte
Laut eigener Aussage wurde Ed Rudy am 7. Februar 1964 von seinem Nachrichtendienst Radio Pulse Beat News informiert, dass er sich zum Kennedy Airport begeben sollte und ein Interview mit den Beatles, die er bisher nicht kannte, führen sollte. Ed Rudy war einer der 200 Reporter, die im Flughafengebäude versuchten Fragen zu stellen. Ed Rudy erinnerte sich, dass am 8. Februar im Plaza Hotel die Gelegenheit hatte ein Interview mit den Beatles zu führen. Anschließend folgte er den Beatles auf ihrer Werbetour bei der unter anderen weitere Fragen stellen konnte und ein Telefoninterview mit George Harrison führte.
Nach Abschluss der Tour erstellte Ed Rudy aus Interviews ein Interviewalbum. Seite eins enthält eine Kollage aus Kommentaren von New Yorker-Fans und Pressekonferenzen mit den Beatles. Rudy schnitt die Fragen der Reporterkollegen raus und ersetzte diese durch seine eigene Stimme, die künstlich verändert und in den Vordergrund gesetzt wurde. Weiterhin wurde der Beatles-Roadie Mal Evans interviewt. Auf Seite zwei der LP befindet sich ein Telefoninterview mit George Harrison aus Miami. Wie Murray the K bezeichnete sich auch Ed Rudy als fünfter Beatle. Diese Bezeichnung wurde auf der ersten Seite durch John Lennon und auf der zweiten Seite durch George Harrison „bestätigt“.
Die Langspielplatte befindet sich in einem schlichten weißen Cover, das mit simplen roten Buchstaben auf dem Frontcover beschriftet wurde.
Laut Mark Lewisohn versuchte das Management der Beatles vergeblich die Veröffentlichung juristisch zu verhindern.
The American Tour with Ed Rudy war das erste bekannte Interviewalbum, das in den USA erschien, zwei weitere, Hear the Beatles Tell All von Vee-Jay Records und The Beatles’ Story von Capitol Records wurden im November 1964 veröffentlicht.
In 1965 erschien ein weiteres Interviewalbum mit Ed Rudy und den Beatles unter dem Titel
It's Here Luv!!! Ed Rudy With New U.S. Tour, das sich nicht in den Charts platzieren konnte.

## Titelliste
Seite 1
- The American Tour with Ed Rudy

Seite 2
- Phone Interview

## Chartplatzierungen
Das Album konnte sich auf Rang 20 in den US-amerikanischen Charts platzieren.

## Wiederveröffentlichung
In den USA wurde das Album 1981 von Independent News Syndicate mit neuem Cover wiederveröffentlicht.